# Epeolus luteipennis
Epeolus luteipennis (лат.) — вид земляных пчёл-кукушек рода Epeolus из подсемейства Nomadinae (Apidae). 

## Распространение
Северная и Южная Америка: Гондурас, Коста-Рика, Мексика, Эквадор.

## Описание
Мелкие слабоопушенные пчёлы в основном чёрного цвета, с жёлтыми отметинами на теле как у ос и буроватыми ногами и усиками. Длина менее 1 см. Сходен с видами Epeolus odyneroides и Epeolus splendidus, но отличаются морфологией и данными баркодирования; первый тергит без апикальных фасций; фронтальный киль без зубцевидного выступа; мезоплеврон с многочисленными пунктурами в вентро-латеральной половине. Предположительно клептопаразиты пчёл рода Colletes, в гнёзда которых откладывают свои яйца. Экология и посещаемые цветы неизвестны. Максиллярные щупики 1-члениковые. 2-й стернит брюшка матовый. Брюшко частично красное. У самок на 6-м стерните брюшка расположены ланцетовидные, мелко зазубренные отростки. В переднем крыле три радиомедиальных ячейки, 1-я из них много крупнее 3-й. Вершина радиальной ячейки (по форме она эллиптическая) удалена от переднего края крыла. Задние голени со шпорами. Вид был впервые описан в 1916 году, а его валидный статус подтверждён в ходе ревизии, проведённой в 2019 году канадским энтомологом Томасом Онуферко (Thomas M. Onuferko, York University, Торонто, Канада).